# Jošanica (Konjic, BiH)
Jošanica je naseljeno mjesto u općini Konjic, Federacija Bosne i Hercegovine, BiH.

## Stanovništvo

### 1991.
Nacionalni sastav stanovništva 1991. godine, bio je sljedeći:
ukupno: 226
- Hrvati – 224
- ostali, neopredijeljeni i nepoznato – 2

### 2013.
Nacionalni sastav stanovništva 2013. godine, bio je sljedeći:
ukupno: 34
- Hrvati – 27
- Bošnjaci – 6
- Srbi – 1

## Vanjske poveznice
- Satelitska snimka[neaktivna poveznica]